# Ludwig Lenel
Ludwig Lenel (* 20. Mai 1914 in Straßburg; † 2002 in Allentown (Pennsylvania)) war Organist und Komponist.

## Herkunft
Ludwig Lenels Urgroßvater mütterlicherseits war der preußische Demokrat Friedrich Kapp (1824–1884), der in die USA auswanderte, später aber zurückkehrte und nationalliberaler Reichstagsabgeordneter und Freund Otto von Bismarcks wurde. Dessen jüngster Sohn Wolfgang, ein Großonkel Lenels, führte 1920 den Kapp-Putsch an. Seit 1918 hatten die Lenels unter anderem in Heidelberg gelebt. Der Vater, aus einer Mannheimer Industriellenfamilie stammend (Richard Lenel war sein Onkel), war Privatgelehrter für italienische mittelalterliche Geschichte. Unter Verzicht auf Bezüge wurde er 1932 Honorarprofessor der Universität: eine Position, von der er schon im April 1933 „aus rassischen Gründen“ beurlaubt wurde. Die Lehrbefugnis entzog man ihm im August desselben Jahres. Der Vater starb in Heidelberg 1937. Ludwig Lenel, „halbjüdischer“ Abstammung, konnte als Letzter seiner Familie 1939 aus Deutschland emigrieren, da er Verwandte in den USA hatte.

## Werdegang und Werke
Bestimmend für Sohn Ludwig war die Begegnung mit Albert Schweitzer, der während seiner Heidelberger Besuche bei der Familie wohnte. Im Austausch erhielt Lenel nach dem Abitur 1932 in Schweitzers Heimatort Gunsbach im Elsass Orgelunterricht. In einem Schulkonzert war zuvor schon ein Konzert für Saxophon und Orchester aus Lenels Feder aufgeführt worden, und Anfang 1933 erfuhr sein Konzert für zwei Violinen und Streichorchester in einem Konzert des Heidelberger Collegium musicum seine Uraufführung. Ein dreijähriges Studium in Köln und weitere drei Jahre in Basel schlossen sich an. Die Orgel war und blieb Lenels Hauptinstrument.
Nach der Emigration war Lenel als Organist tätig und setzte sein Kompositionsstudium am Oberlin College (Ohio) fort. Nach Stationen in Illinois, Pennsylvania und New York City kam er schließlich ans Muhlenberg College in Allentown (Pennsylvania), wo er 27 Jahre lang – bis 1979 – als Professor Musik unterrichtete. Außerdem leitete er den College-Choir, mit dem er auch auf Tournee ging, initiierte eine Konzertreihe und baute eine Opern-Abteilung auf. Das Muhlenberg College verlieh Ludwig Lenel 1989 die Ehrendoktorwürde.
1998 war Lenel noch einmal nach Heidelberg zurückgekehrt, als sein Hauptwerk „Death and Atonement“ für Sprecher, Violine, Oboe, Blechbläser, Klavier und Schlagzeug im Gedenken an den Holocaust am 9. November aufgeführt wurde. Dem etwa 20-minütigen Werk, das zwischen 1976 und 1992 entstand, liegen Paul Celans Gedicht „Todesfuge“ und Texte von Nelly Sachs zugrunde. 
Wolfgang Fortner, Komponist und NSDAP-Mitglied, erwähnt Ludwig Lenel neben René Frank, Laurence Feininger und anderen in seiner „Story of Life“ im Anhang seiner Entnazifizierungsakte (Generallandesarchiv Karlsruhe) als Zeugen und Beispiel seines Unterrichts von Schülern aus jüdischen Familien vor und während des Krieges.